# 安德爾斯霍芬魏爾湖
47°47′12″N 9°10′40″E / 47.786568°N 9.177727°E
安德爾斯霍芬魏爾湖（德語：Andelshofer Weiher），是德國的湖泊，位於該國西南部，由巴登-符騰堡州負責管轄，處於于伯林根，面積0.32平方公里，海拔高度508米，平均水深3.4米，最大水深5.3米。